# André Valtier
André Valtier, né André Burnod le 31 juillet 1915 et mort le 15 février 1977 est un acteur et chansonnier français.

## Biographie
Il est surtout connu pour ses seconds rôles au cinéma et à la télévision , et pour son répertoire de chansonnier (Il a enregistré trois albums 33 tours et plusieurs 45 tours). Il est une de ces figures familières des programmes de fiction de l'ORTF que l'on reconnaît immédiatement sans mettre un nom dessus. Son allure et son jeu évoquent entre autres des acteurs comme Noël Roquevert. Il n'a cependant pas eu suffisamment de rôles importants pour marquer durablement les téléspectateurs malgré des participations à des séries comme Les cinq dernières minutes, En votre âme et conscience ou Le tribunal de l'impossible.
Le cinéma n'aura fait appel à lui qu'à une seule occasion, Rude journée pour la reine, avec Simone Signoret.

## Filmographie

### Cinéma
- 1973 : Rude journée pour la reine de René Allio : Charles[5]

### Télévision
- 1965 : Un inspecteur vous demande de John Boynton Priestley, mise en scène de Michel Arnaud, réalisation Gilbert Pineau : John Birling
- 1966 : Monsieur Robert Houdin de Robert Valey: Landier
- 1967 : L'Occasion exceptionnelle (émission  : L'École des parents) de Jean Dasque [6]
- 1967 :  Sur la Terre comme au ciel de Jean-Paul Carrère : Le père Oros
- 1967 : Au théâtre ce soir : Le rayon des jouets de Jacques Deval, mise en scène de l'auteur, réalisation Pierre Sabbagh : Docteur Mouliès
- 1967 : La Prunelle d'Edmond Tyborowski : homme vieux couple
- 1968 : Les Dossiers de l'Agence O - Épisode L'étrangleur de Montigny: Parrain 1
- 1968 : Le Réquisitionnaire de Georges Lacombe : Le domestique Colin
- 1968 : L'Homme de l'ombre de Guy Jorré - Épisode Neuf mille et un soleils : Monsieur Etienne
- 1969 : série En votre âme et conscience - Épisode L'affaire Lacoste de René Lucot : Joseph Meilhan
- 1970 : Les Saintes Chéries de Jean Becker - Épisode Eve tourne un film
- 1970 : Les Cinq Dernières Minutes, épisode Une balle de trop de Raymond Portalier : Achille Van Loo
- 1971 : Les Nouvelles Aventures de Vidocq  (série télévisée) - Épisode Echec à Vidocq de Marcel Bluwal : Le Comte de Richebourg
- 1971 : Quentin Durward de Gilles Grangier : Le Capitaine Cunningham [7]
- 1971 : Romulus le Grand de Marcel Cravenne : Achille
- 1972 : Le Temps d'un portrait de Claude Goretta : M. Tréal
- 1972 : Les Cinq Dernières Minutes, épisode Le diable l'emporte de Claude Loursais : Urbain
- 1972 : Au théâtre ce soir : Ferraille et chiffons de Garson Kanin, mise en scène de Pierre Mondy, réalisation Pierre Sabbagh : Charles Herbert
- 1973 : Le Tribunal de l'impossible, épisode : Enquête posthume sur un vaisseau fantôme de Michel Subiela : Le professeur
- 1973 : La Porteuse de pain (mini-série) de Marcel Camus : Le curé Castel
- 1973 : Là-haut, les quatre saisons, série réalisée par Guy Lessertisseur : Bellavon
- 1973 : Vive les Jacques - court-métrage de Bob Swaim
- 1973 : Ton amour et ma jeunesse d'Alain Dhenault : Le Président Rougères [8]
- 1973 : Les Mohicans de Paris (d'Alexandre Dumas), de Gilles Grangier Le directeur de la prison
- 1974 : Malaventure de Joseph Drimal, épisode Un plat qui se mange froid : Le Colonel
- 1974 : Le Tribunal de l'impossible, épisode : Le baquet de Frédéric-Antoine Mesmer de Michel Subiela : L'abbé Gasner
- 1974 : Orphée , réalisation Michel Tréguer : L'Aède
- 1975 : Hugues le loup , réalisation Raymond Rouleau : Le comte de Niedeck [9]
- 1975 : Azev, le tsar de la nuit réalisé par Guy Lessertisseur : Guerassimov
- 1975 : Bérénice de Racine, réalisation Raymond Rouleau : Paulin [10]
- 1975 : Le secret des dieux, série télévisée de Guy-André Lefranc, Le colonel Bonnay  [11]
- 1975 : Messieurs les jurés : L'affaire Lambert d'André Michel : L'avocat général
- 1976 : Comme du bon pain, série télévisée de Philippe Joulia, Marcel
- 1976 : Une place forte réalisé par Guy Jorré : Laurent Antelme
- 1983 : Un adolescent d'autrefois d'André Michel

## Discographie

### Albums
- L'Auberge du Bon Couché[12]
- Histoires de rire
- Le Mou-mousse amou-moureux (1974)

### Singles
- Les Amours hors série (1958)
- Les Amours hors série 2e série(1958)
- Les Amours hors série 3e série (1962)
- Le Mou-mousse amou-moureux(1974)